# Duitsland op de Paralympische Spelen
Duitsland is een van de landen die deelneemt aan de Paralympische Spelen. Het land debuteerde op de Paralympische Zomerspelen 1960. Tot en met de Spelen van 1988 vertegenwoordigde Duitsland alleen de Bondsrepubliek Duitsland en nam buurland de Duitse Democratische Republiek afzonderlijk deel, of niet. 

## Medailles en deelnames
De tabel geeft een overzicht van de jaren waarin werd deelgenomen, het aantal gewonnen medailles en de eventuele plaats in het medailleklassement.
| Zomerspelen | Zomerspelen | Zomerspelen | Zomerspelen | Zomerspelen | Zomerspelen |        | Winterspelen | Winterspelen | Winterspelen | Winterspelen | Winterspelen | Winterspelen |
| Jaar        | Goud        | Zilver      | Brons       | Totaal      | Rang        | Jaar   | Goud         | Zilver       | Brons        | Totaal       | Rang         |              |
| 1960        | 15          | 6           | 9           | 30          | 3           |        |              |              |              |              |              |              |
| 1964        | 5           | 2           | 5           | 12          | 9           |        |              |              |              |              |              |              |
| 1968        | 12          | 12          | 11          | 35          | 6           |        |              |              |              |              |              |              |
| 1972        | 28          | 17          | 22          | 67          | 1           |        |              |              |              |              |              |              |
| 1976        | 37          | 34          | 26          | 97          | 4           | 1976   | 10           | 12           | 6            | 28           | 1            |              |
| 1980        | 68          | 48          | 46          | 162         | 3           | 1980   | 3            | 5            | 9            | 17           | 7            |              |
| 1984        | 79          | 76          | 75          | 230         | 5           | 1984   | 10           | 14           | 10           | 34           | 4            |              |
| 1988        | 76          | 66          | 51          | 193         | 2           | 1988   | 9            | 11           | 10           | 30           | 3            |              |
| 1992        | 61          | 51          | 59          | 171         | 2           | 1992   | 12           | 17           | 9            | 38           | 2            |              |
| 1996        | 40          | 58          | 51          | 149         | 3           | 1994   | 25           | 21           | 18           | 64           | 2            |              |
| 2000        | 16          | 41          | 38          | 95          | 10          | 1998   | 14           | 17           | 13           | 44           | 2            |              |
| 2004        | 19          | 28          | 31          | 78          | 8           | 2002   | 17           | 1            | 15           | 33           | 1            |              |
| 2008        | 14          | 25          | 20          | 59          | 11          | 2006   | 8            | 5            | 5            | 18           | 2            |              |
| 2012        | 18          | 26          | 22          | 66          | 8           | 2010   | 13           | 5            | 6            | 24           | 1            |              |
| 2016        | 18          | 25          | 14          | 57          | 6           | 2014   | 9            | 5            | 1            | 15           | 2            |              |
| 2020        | -           | -           | -           | -           | -           | 2018   | 7            | 8            | 4            | 19           | 5            |              |
| Totaal      | 506         | 515         | 480         | 1501        |             | Totaal | 137          | 121          | 106          | 364          |              |              |
| Tot. Z+W    | 643         | 636         | 586         | 1865        |             |        |              |              |              |              |              |              |

Afghanistan · Albanië · Algerije · Amerikaanse Maagdeneilanden · Andorra · Angola · Antigua en Barbuda · Argentinië · Armenië · Australië · Azerbeidzjan · Bahama's · Bahrein · Bangladesh · Barbados · België · Benin · Bermuda · Bosnië en Herzegovina · Botswana · Brazilië · Brunei · Bulgarije · Burkina Faso · Burundi · Cambodja · Canada · Centraal-Afrikaanse Republiek · Chili · China · Chinees Taipei · Colombia · Comoren · Congo-Kinshasa · Costa Rica · Cuba · Cyprus · Denemarken · Djibouti · Dominicaanse Republiek · Duitsland · Ecuador · Egypte · El Salvador · Estland · Ethiopië · Fiji · Filipijnen · Finland · Frankrijk · Gabon · Gambia · Georgië · Ghana · Griekenland · Groot-Brittannië · Guatemala · Guinee · Guinee-Bissau · Haïti · Honduras · Hongarije · Hongkong · Ierland · IJsland · India · Indonesië · Irak · Iran · Israël · Italië · Ivoorkust · Jamaica · Japan · Jemen · Jordanië · Kaapverdië · Kameroen · Kazachstan · Kenia · Kirgizië · Koeweit · Kroatië · Laos · Lesotho · Letland · Libanon · Liberia · Libië · Liechtenstein · Litouwen · Luxemburg · Madagaskar · Maleisië · Mali · Malta · Marokko · Mauritanië · Mauritius · Mexico · Moldavië · Mongolië · Montenegro · Mozambique · Myanmar · Namibië · Nederland · Nepal · Nicaragua · Nieuw-Zeeland · Niger · Nigeria · Noord-Korea · Noord-Macedonië · Noorwegen · Oeganda · Oekraïne · Oezbekistan · Oman · Oost-Timor · Oostenrijk · Pakistan · Palestina · Panama · Papoea-Nieuw-Guinea · Peru · Polen · Portugal · Puerto Rico · Qatar · Roemenië · Rusland · Rwanda · Salomonseilanden · Samoa · San Marino · Saoedi-Arabië · Senegal · Servië · Seychellen · Sierra Leone · Singapore · Slovenië · Slowakije · Spanje · Sri Lanka · Soedan · Suriname · Syrië · Tadzjikistan · Tanzania · Thailand · Tonga · Trinidad en Tobago · Tsjechië · Tunesië · Turkije · Turkmenistan · Uruguay · Vanuatu · Venezuela · Verenigde Arabische Emiraten · Verenigde Staten · Vietnam · Wit-Rusland · Zambia · Zimbabwe · Zuid-Afrika · Zuid-Korea · Zweden · Zwitserland
Historische landen: Duitse Democratische Republiek · Joegoslavië · Servië en Montenegro · Sovjet-Unie · Tsjecho-Slowakije — Individuele Paralympische Atleten · Gezamenlijk Team · Onafhankelijk paralympisch deelnemer